# Rychwał
Rychwał (prononciation : [ˈrɨxfau̯]) est une ville polonaise du powiat de Konin de la voïvodie de Grande-Pologne dans le centre-ouest de la Pologne.
Elle est située à environ 18 kilomètres au sud de Konin, siège du powiat, et à 94 kilomètres au sud-est de Poznań, capitale de la voïvodie de Grande-Pologne.
Elle est le siège administratif (chef-lieu) de la gmina de Rychwał.
La ville couvre une surface de 9,7 km2 et comptait 2 357 habitants en 2016.

## Géographie

Plan de la ville.

La ville de Rychwał est située au centre-est de la voïvodie de Grande-Pologne, où paysage est caractérisé par de grandes plaines agricoles. Rychwał s'étend sur 9,7 km2.

## Histoire
Rychwał a été fondée aux environs de 1394, et a obtenu ses droits de ville en 1413, avant de les perdre en 1870 et de les retrouver en 1921.

De 1975 à 1998, Rychwał appartenait administrativement à la voïvodie de Konin. Depuis 1999, la ville fait partie du territoire de la voïvodie de Grande-Pologne.

## Monuments
- l'église paroissiale de la sainte Trinité, élevée en 1476 puis reconstruite en 1574, et enfin remaniée entre 1790 et 1800.

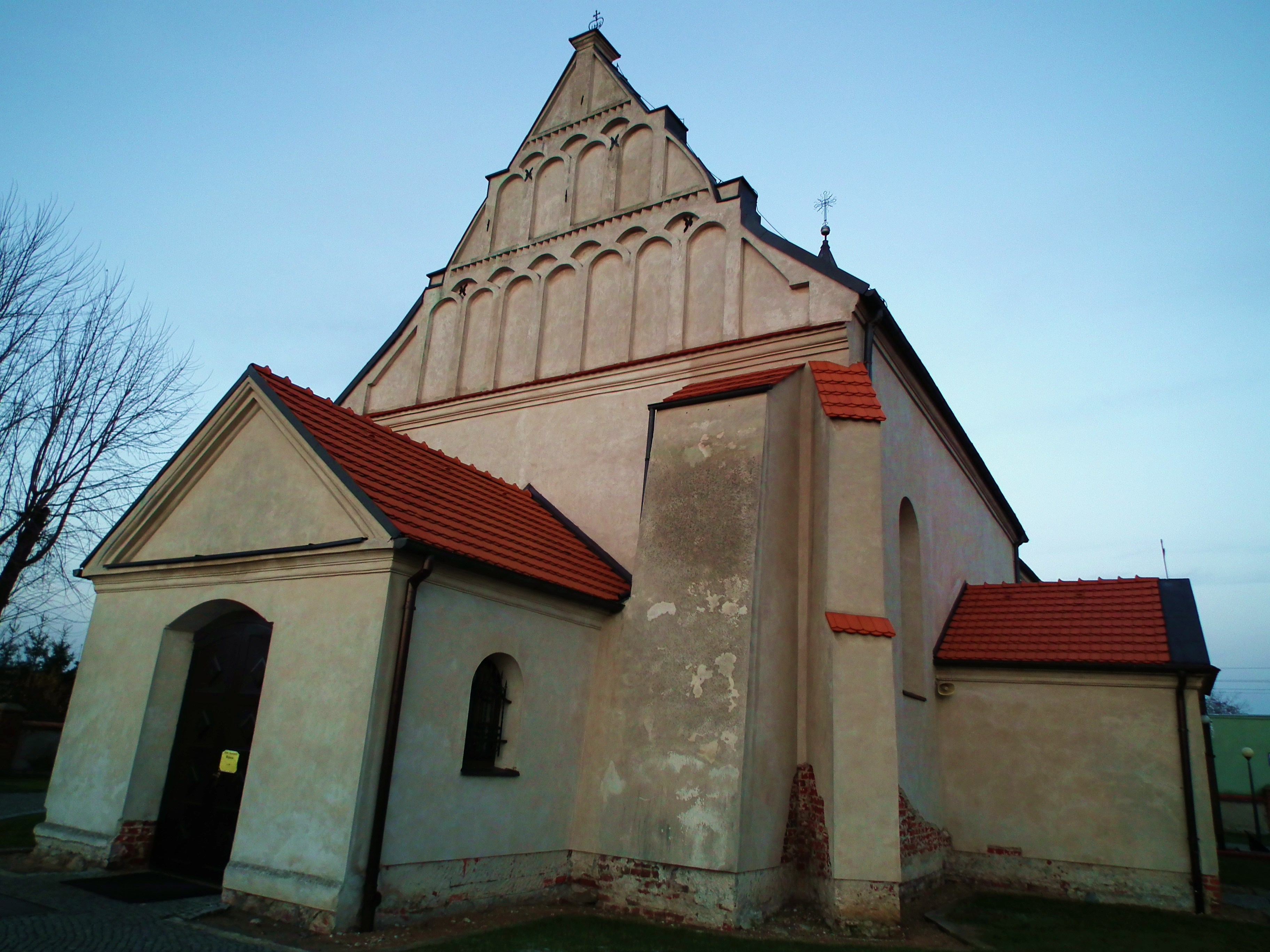
L'église paroissiale, façade.
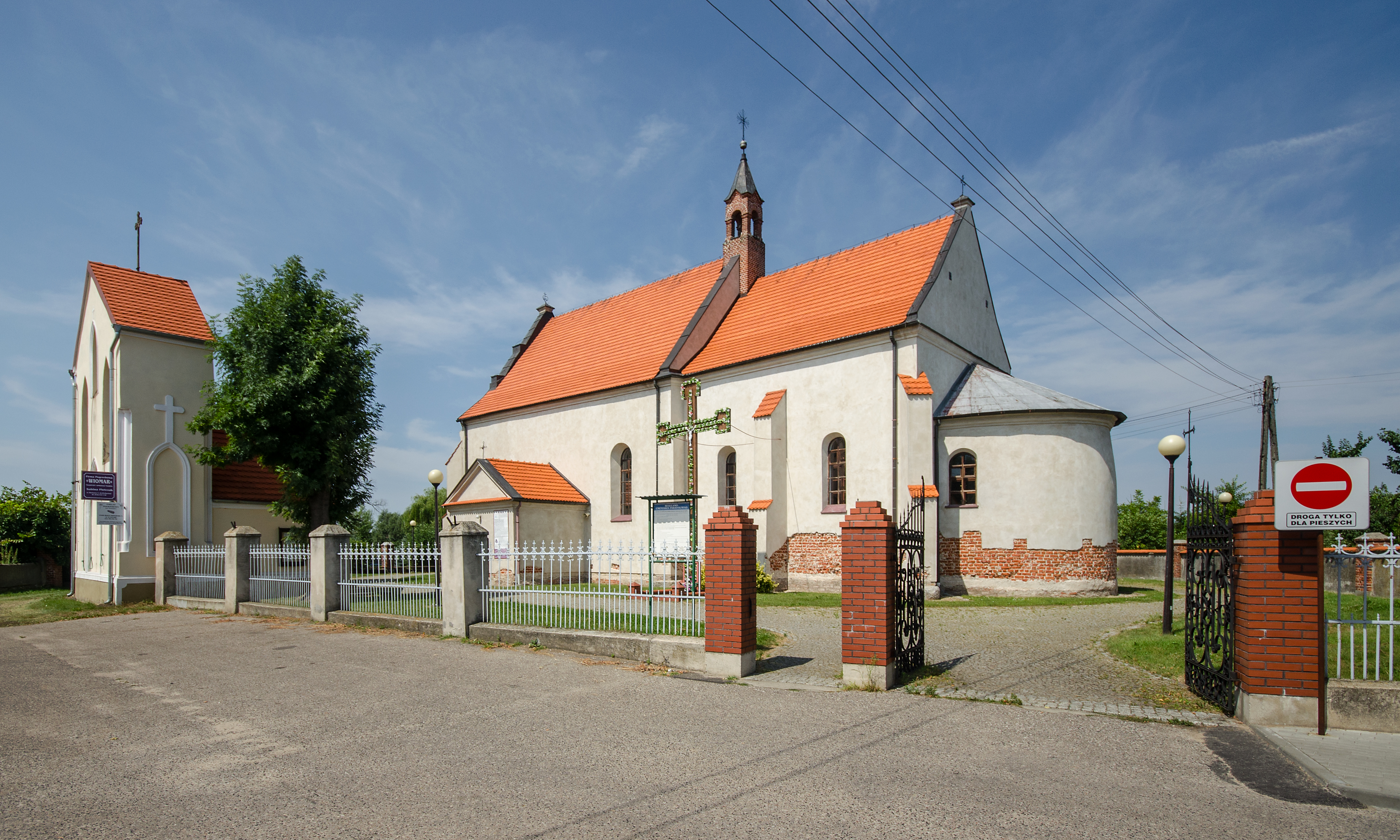
L'église, vue générale.
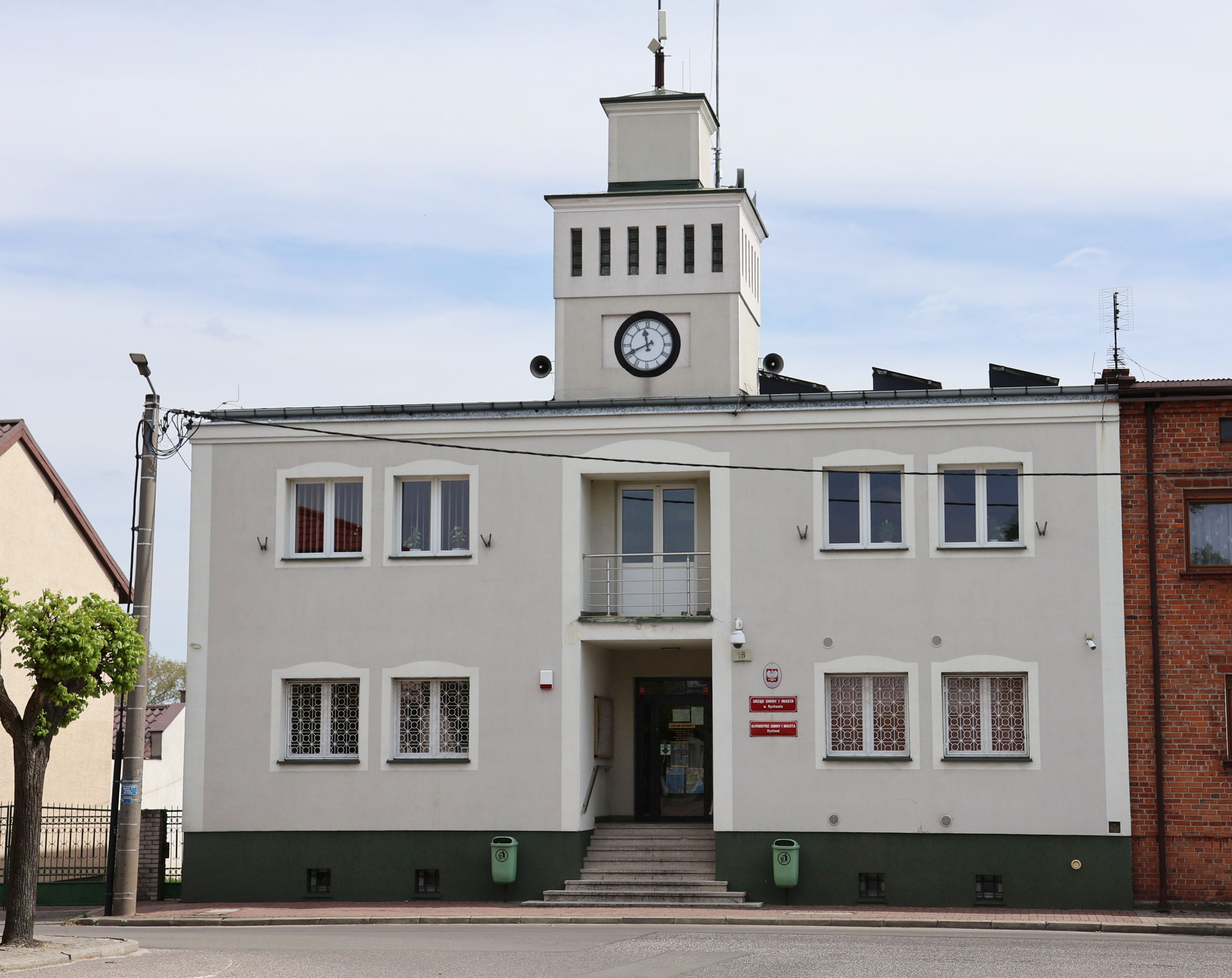
L'hôtel de ville.
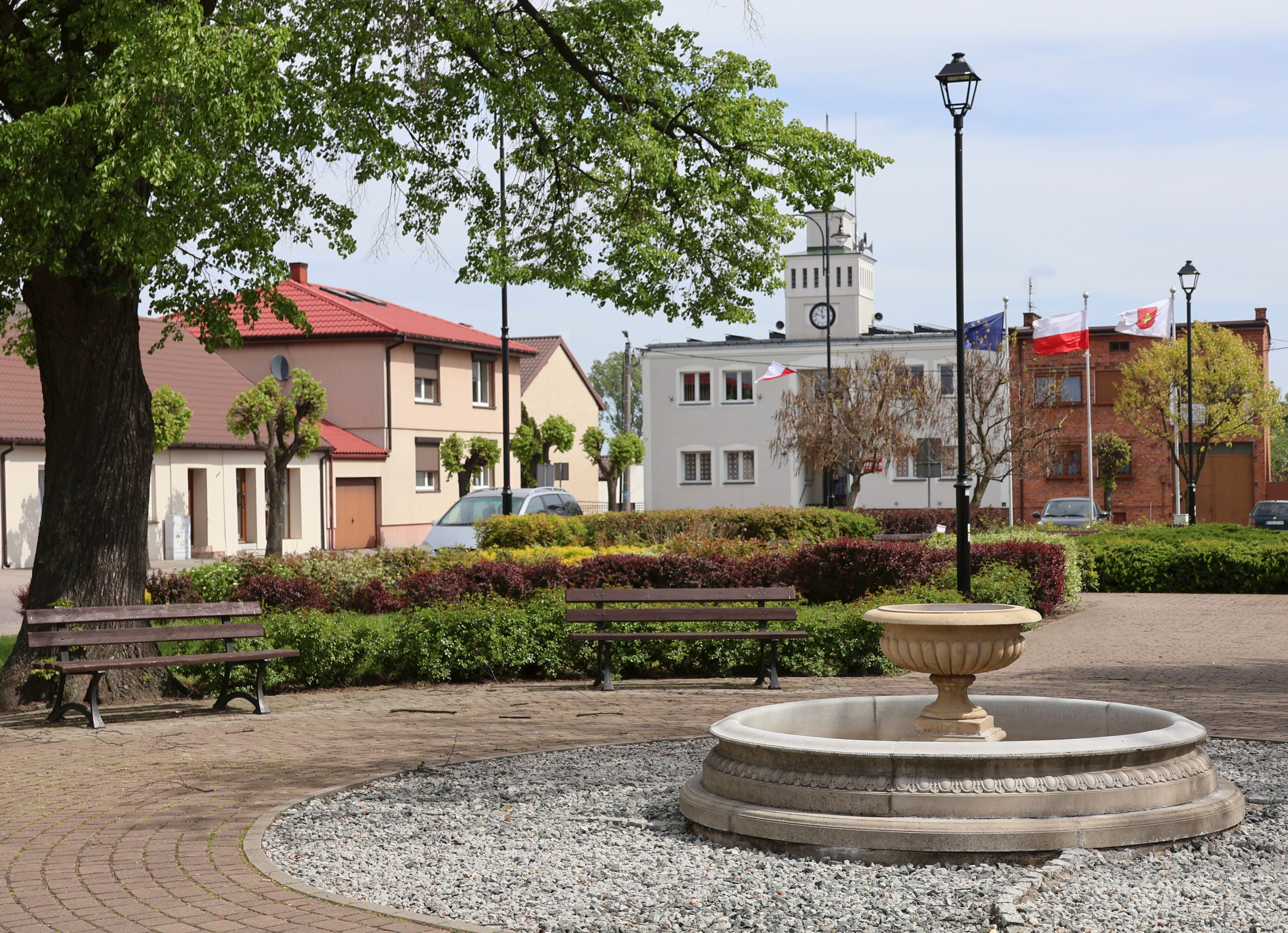
La place du marché.

## Voies de communication
Rychwał est traversée par la route nationale polonaise 25 (qui relie Bobolice à Oleśnica) et par la route voïvodale 443 (qui relie Jarocin à Tuliszków).